# Далестан
Далестан (перс. دالستان) — село в Ірані, у дегестані Каре-Чай, у Центральному бахші, шагрестані Саве остану Марказі. За даними перепису 2006 року, його населення становило 238 осіб, що проживали у складі 51 сім'ї.

## Клімат
Середня річна температура становить 17,46 °C, середня максимальна – 35,97 °C, а середня мінімальна – -3,80 °C. Середня річна кількість опадів – 269 мм.
| Клімат поселення                              | Клімат поселення | Клімат поселення | Клімат поселення | Клімат поселення | Клімат поселення | Клімат поселення | Клімат поселення | Клімат поселення | Клімат поселення | Клімат поселення | Клімат поселення | Клімат поселення | Клімат поселення |
| Показник                                      | Січ.             | Лют.             | Бер.             | Квіт.            | Трав.            | Черв.            | Лип.             | Серп.            | Вер.             | Жовт.            | Лист.            | Груд.            |                  |
| Середній максимум, °C                         | 13,05            | 15,71            | 19,53            | 25,88            | 30,80            | 35,24            | 35,97            | 34,49            | 30,70            | 25,14            | 19,09            | 12,81            |                  |
| Середня температура, °C                       | 4,61             | 7,29             | 11,11            | 17,46            | 22,39            | 26,81            | 29,56            | 28,10            | 24,30            | 18,73            | 12,70            | 6,43             |                  |
| Середній мінімум, °C                          | −3,8             | −1,14            | 2,70             | 9,03             | 13,96            | 18,39            | 23,16            | 21,70            | 17,90            | 12,35            | 6,30             | 0,03             |                  |
| Норма опадів, мм                              | 42               | 39               | 44               | 29               | 19               | 4                | 1                | 1                | 2                | 18               | 28               | 42               |                  |
| Середньомісячна швидкість вітру, м/с          | 2.06             | 2.56             | 3.11             | 3.44             | 3.23             | 3.02             | 3.27             | 3.01             | 2.48             | 2.41             | 1.94             | 1.89             |                  |
| Середньомісячна сонячна радіація, кДж/м²·день | 8971             | 11745            | 14480            | 18046            | 22009            | 25986            | 25274            | 23283            | 20012            | 14762            | 10868            | 8547             |                  |
| --------------------------------------------- | ---------------- | ---------------- | ---------------- | ---------------- | ---------------- | ---------------- | ---------------- | ---------------- | ---------------- | ---------------- | ---------------- | ---------------- | ---------------- |
| Джерело:                                      |                  |                  |                  |                  |                  |                  |                  |                  |                  |                  |                  |                  |                  |